# Platnost
V právu je platnost vlastnost právní normy (respektive právního předpisu) nebo právního jednání.

## Platnost právního předpisu
Obecně závazné právní předpisy v České republice nabývají platnosti dnem vyhlášení ve Sbírce zákonů. Platnost v tomto případě znamená, že se právní předpis stal součástí českého právního řádu.
Změna nebo zrušení právního předpisu je možné pouze jiným právním předpisem. Případně je možné úpravu doby platnosti předpisu uvést již v samotném předpisu slovy „pozbývá platnosti dnem…“. Poté, co se předpis stane platným, je zapotřebí zajistit ještě aplikovatelnost. Aplikovatelnost právního předpisu vzniká až jeho účinností. Doba mezi platností a účinností právního předpisu neboli „legisvakance“ má poskytnout čas k seznámení se s novou právní úpravou a také k přípravě přijetí potřebných opatření k její následné aplikaci. Právní předpis může být měněn neboli „novelizován“, samotná novela má pak také dobu své platnosti a účinnosti. Spolu se zánikem účinnosti právního předpisu zaniká i jeho platnost, přestože účinnost právního předpisu může nastat až po nabytí platnosti.

## Platnost právního jednání
Právní jednání je platné, jestliže splňuje všechny náležitosti (formální i obsahové), které právní řád pro dotyčný druh právního úkonu vyžaduje. Právní úkon se stane platným (perfektním) v okamžiku, kdy získá poslední z předepsaných náležitostí. Náležitosti právních jednání jsou:
- obecné (předepsané pro všechny druhy právních úkonů),
- zvláštní (předepsané pouze pro určitý druh nebo určité druhy právních úkonů).

Dále lze také rozlišovat neplatnost právního jednání relativní a absolutní. Zatímco neplatnost absolutní je dána automaticky nějakou vadou konkrétního právního jednání, neplatnost relativní automaticky nevzniká, a ten kterého se to týká, se musí této neplatnosti sám dovolat. Až na některé případy pracuje občanský zákoník s tím, že pokud je právní jednání označeno jako neplatné, jedná se pouze o neplatnost relativní. 